# Ventriculocisternostomie
La ventriculocisternostomie est une technique neurochirurgicale consistant à faire une petite ouverture dans le ventricule cérébral, où le liquide cérébro spinal (LCS) s’est accumulé afin d’évacuer l’excès de liquide et de le laisser s’écouler normalement. Cette technique permet de ne pas utiliser de drain, et d'éviter une dérivation. Elle constitue donc une approche moins invasive dans la prise en charge de l'hydrocéphalie.

## Historique
Plus récente que la dérivation, cette technique nécessite des compétences et du matériel adapté et n’est donc pas pratiquée dans tous les centres hospitaliers.

## Modalités techniques
Quelle que soit la technique utilisée, l’intervention est généralement réalisée par endoscopie : le neurochirurgien fait un trou dans le haut du crâne, par lequel il passe ses instruments et une petite caméra, afin de suivre l'opération en temps réel.
L’intervention dure généralement un peu moins d’une heure et nécessite une hospitalisation d’environ 3 jours. Elle est parfois réalisée pendant l’intervention « à ciel ouvert », (biopsie ou autre) ce qui permet d’éviter une nouvelle opération au niveau du cerveau.
Le patient peut questionner son médecin sur les avantages et les inconvénients de ces 2 techniques (ventriculocisternostomie ou dérivation ventriculaire) afin de choisir avec lui celle qui lui conviendra le mieux.